# Viziru
Viziru é uma comuna romena localizada no distrito de Brăila, na região de Muntênia. A comuna possui uma área de 105.64 km² e sua população era de 6090 habitantes segundo o censo de 2007.